# Fodé Ballo-Touré
Fodé Ballo-Touré (3. leden 1997 Conflans-Sainte-Honorine) je senegalský profesionální fotbalista francouzského původu, který hraje na pozici levého obránce za anglický klub Fulham FC, kde je na hostování z AC Milán a za senegalský národní tým.

## Přestupy
- z PSG do Lille zadarmo
- z Lille do Monaco za 11 000 000 Euro
- z Monaco do Milán za 5 400 000 Euro

## Statistiky
| Sezóna           | Klub             | Liga             | Liga   | Liga | Ligové poháry | Ligové poháry | Ligové poháry | Kontinentální poháry | Kontinentální poháry | Kontinentální poháry | Celkem | Celkem |
| Sezóna           | Klub             | Soutěž           | Zápasy | Góly | Soutěž        | Zápasy        | Góly          | Soutěž               | Zápasy               | Góly                 | Zápasy | Góly   |
| ---------------- | ---------------- | ---------------- | ------ | ---- | ------------- | ------------- | ------------- | -------------------- | -------------------- | -------------------- | ------ | ------ |
| 2017/18          | Lille            | Ligue 1          | 27     | 0    | FP+FLP        | 1+1           | 0             | -                    | 0                    | 0                    | 29     | 0      |
| 2018/19          | Lille            | Ligue 1          | 18     | 0    | FP+FLP        | 0+0           | 0             | -                    | 0                    | 0                    | 18     | 0      |
| Celkem za Lille  | Celkem za Lille  | Celkem za Lille  | 45     | 0    | -             | 2             | 0             | -                    | 0                    | 0                    | 47     | 0      |
| 2019             | Monaco           | Ligue 1          | 18     | 0    | FP+FLP        | 1+1           | 0             | -                    | 0                    | 0                    | 20     | 0      |
| 2019/20          | Monaco           | Ligue 1          | 21     | 0    | FP+FLP        | 2+2           | 0             | -                    | 0                    | 0                    | 25     | 0      |
| 2020/21          | Monaco           | Ligue 1          | 24     | 0    | FP            | 5             | 0             | -                    | 0                    | 0                    | 29     | 0      |
| Celkem za Monaco | Celkem za Monaco | Celkem za Monaco | 57     | 0    | -             | 5             | 0             | -                    | 0                    | 0                    | 65     | 0      |
| 2021/22          | Milán            | Serie A          | 10     | 0    | IP            | 0             | 0             | LM                   | 2                    | 0                    | 12     | 0      |
| 2022/23          | Milán            | Serie A          | 10     | 1    | IP+IS         | 0+0           | 0+0           | LM                   | 4                    | 0                    | 14     | 1      |
| Celkem za Milán  | Celkem za Milán  | Celkem za Milán  | 20     | 1    | -             | 0             | 0             | -                    | 6                    | 0                    | 26     | 1      |
| 2023/24          | Fulham           | Premier League   | 6      | 0    | AP+ALP        | 0+2           | 0             | -                    | 0                    | 0                    | 8      | 0      |
| Celkově          | Celkově          | Celkově          | 166    | 2    | -             | 12            | 0             | -                    | 6                    | 0                    | 182    | 2      |

## Úspěchy

### Klubové
- vítěz italské ligy (1x)

Milán: 2021/22

### Reprezentační
- 1x na MS (2022)
- 2× na APF (2021 – zlato, 2023)
- 1x na ME 21 (2019 – bronz)